# Solomon Lefschetz
Solomon Lefschetz (tiếng Nga: Соломо́н Ле́фшец; 3 tháng 9 năm 1884 – 5 tháng 10 năm 1972) là một nhà toán học người Mỹ đã nghiên cứu về lĩnh vực tô pô đại số, ứng dụng cho hình học đại số, và lý thuyết  phương trình vi phân thường phi tuyến tính.

## Cuộc sống
Solomon Lefschetz sinh ra ở Moskva trong một gia đình người Do Thái (cha mẹ ông là công dân Ottoman) và họ đã chuyển đến Paris không lâu sau đó. Ông được đào tạo ngành kỹ thuật tại École Centrale Paris, nhưng lại di cư sang Mỹ vào năm 1905.
Ông bị chấn thương do tai nạn nghề nghiệp vào năm 1907, ông bị mất cả hai cánh tay. Ông chuyển sang toán học, nhận bằng tiến sĩ. trong hình học đại số của Đại học Clark ở Worcester, Massachusetts vào năm 1911. Sau đó, ông đảm nhiệm các vị trí của Đại học Nebraska-Lincoln và Đại học Kansas, ông chuyển đến Đại học Princeton vào năm 1924, nơi ông đã sớm có một vị trí cố định. Ông vẫn ở lại đó cho đến năm 1953.
Trong các ứng dụng của tô pô cho hình học đại số, ông đi theo học Charles Émile Picard, người mà ông đã nghe bài giảng ở École Centrale Paris. Ông đã chứng minh định lý về tô pô cho phần siêu phẳng của các kiểu đại số, cung cấp một công cụ cảm ứng cơ bản (được coi là đồng minh của Lý thuyết Morse, mặc dù một siêu phẳng của Bút chì Lefschetz  là một hệ thống tinh tế hơn hàm Morse bởi vì các siêu phẳng cắt nhau khác). Công thức Picard-Lefschetz trong lý thuyết của các chu kỳ biến mất  là một công cụ cơ bản liên quan đếnsự thoái hóa của các họ giống với sự ''mất mát'' của tô pô, thành đơn đạo. Ông là một diễn giả được mời của International Congress of Mathematicians vào năm 1920 ở Strasbourg. Cuốn sách của ông là L'analysis situs et la géométrie algébrique từ năm 1924, mặc dù mờ nhạt về mặt kỹ thuật hiện tại của lý thuyết đồng điều, was in the long term very influential (là về lâu dài rất có ảnh hưởng (người ta có thể nói rằng đó là một trong những nguồn cho bằng chứng cuối cùng của Weil conjectures, thông qua cuốn sách Séminaire de Géométrie Algébrique du Bois Marie cũng để nghiên cứu các nhóm Picard của bề mặt Zariski). Vào năm 1924, ông được trao Giải tưởng niệm Bôcher cho nghiên cứu của mình trong phân tích toán học.
Định lý điểm cố định Lefschetz, bây giờ là một kết quả cơ bản của tô pô, ông đã phát triển trong các bài báo từ năm 1923 cho đến năm 1927, ban đầu là đa tạp. Sau đó, với sự gia tăng của lý thuyết đồng đều vào những năm 1930, ông đã góp phần vào cách tiếp cận số giao lộ (có nghĩa là, trong điều kiện đồng đều, cấu trúc vòng) thông qua sản phẩm tách và nhị nguyên trên đa tạp. Nghiên cứu của ông về tô pô được tóm tắt trong chuyên khảo Algebraic Topology Lưu trữ ngày 6 tháng 12 năm 2006 tại Wayback Machine (1942). Từ năm 1944 ông nghiên cứu về các phương trình vi phân.
Ông là biên tập viên của Annals of Mathematics  từ năm 1928 đến năm 1958. Trong thời gian này, Annals đã trở thành một tạp chí ngày càng nổi tiếng và được tôn trọng, và Lefschetz đóng một vai trò quan trọng trong việc này.
Lefschetz ra khỏi quỹ hưu trí vào năm 1958, vì sự ra mắt của Sputnik, để tăng thêm thành phần toán học của Glenn L. Martin Company Viện Nghiên cứu Cao cấp Princeton (RIAS) ở Baltimore, Maryland. Nhóm của ông đã trở thành nhóm lớn nhất thế giới của các nhà toán học dành cho nghiên cứu trong phương trình vi phân phi tuyến. Nhóm toán học RIAS đã kích thích sự phát triển của các phương trình vi phân phi tuyến thông qua các hội nghị và các ấn phẩm. Ông rời RIAS năm 1964 để thành lập Trung tâm Lefschetz cho hệ thống động lực tại Đại học Brown, Providence, Đảo  Rhode

## Tác phẩm
- L´Analysis situs et la géométrie algébrique, Paris, Gauthier-Villars 1924[11]
- Intersections and transformations of complexes and manifolds, Transactions American Mathematical Society (AMS), vol. 28, 1926, pp. 1–49, online; fixed point theorem, published in vol. 29, 1927, pp. 429–462, online.
- Géométrie sur les surfaces et les variétés algébriques, Paris, Gauthier Villars 1929[12]
- Topology, AMS 1930[13]
- Algebraic Topology, New York, AMS 1942
- Introduction to topology, Princeton 1949
- with Joseph P. LaSalle, Stability by Liapunov's direct method with applications, New York, Academic Press 1961[14]
- Algebraic geometry, Princeton 1953, 2nd edn., 1964
- Differential equations: geometric theory, Interscience, 1957,[15] 2nd edn., 1963
- Stability of nonlinear control systems, 1965
- Reminiscences of a mathematical immigrant in the United States, American Mathematical Monthly, vol.77, 1970, pp. 344–350.